# John Watts (Politiker)

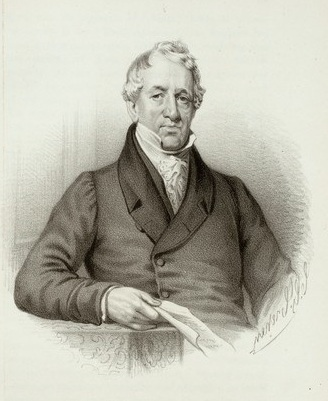
John Watts (1867)

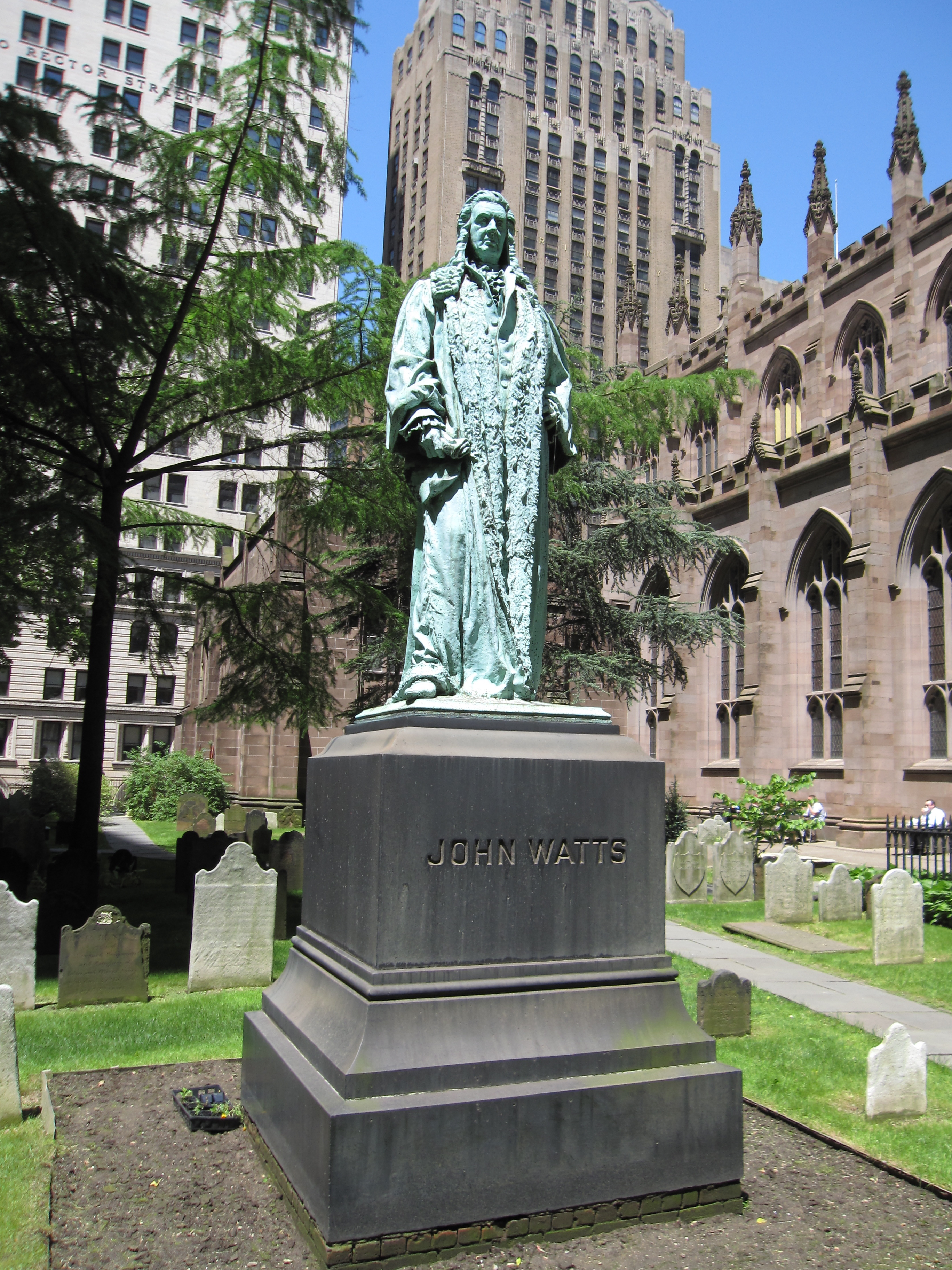
Denkmal für John Watts auf dem Trinity Church Cemetery in New York

John Watts (* 27. August 1749 in New York City; † 3. September 1836 ebenda) war ein US-amerikanischer Rechtsanwalt, Richter und Politiker (Föderalistische Partei).

## Werdegang
John Watts schloss seine Vorbereitungsstudien ab und studierte Jura. Er bekleidete zwischen 1774 und 1784 in der Nachfolge von Robert R. Livingston die Stellung als Recorder of New York City und war damit der letzte Amtsinhaber, der unter der englischen Krone tätig war. Watts war zwischen 1791 und 1793 Mitglied in der New York State Assembly. In dieser Zeit hatte er den Posten als Speaker inne. Dann war er als Ausschussmitglied für den Bau des Newgate-Gefängnisses in New York City (1796–1799) verantwortlich. Watts wurde in den 3. US-Kongress gewählt, erlitt allerdings bei seinem Wiederwahlversuch in den nachfolgenden US-Kongress gegenüber Edward Livingston eine Niederlage. Er war im Repräsentantenhaus der Vereinigten Staaten vom 4. März 1793 bis zum 3. März 1795 tätig. Dann bekleidete er zwischen 1802 und 1807 den Posten als Richter von Westchester County (New York).
Er starb 1836 in New York City und wurde in einer Gruft auf dem Trinity Church Cemetery beigesetzt.

## Familie
John Watts war der Sohn von John Watts (1715–1789) und Ann (DeLancey) Watts († 1784). Er heiratete seine Cousine Jane DeLancey. Das Paar hatte einen gemeinsamen Sohn, Robert J. Watts. John G. Leake (1752–1827), ein entfernter wohlhabender Verwandter, der kinderlos starb, hinterließ ihm sein umfangreiches Vermögen. Allerdings erbte er nur die Mobilien, der Grundbesitz ging wegen fachspezifischen Probleme mit dem Testament an den Staat. Kurze Zeit darauf verstarb Robert. Nach dem Tod seines Sohnes stiftete Watts Leakes Erbe für das Leake and Watts Orphan House. John Watts war der Großonkel von Philip Kearny, der in Watts’ Gruft beigesetzt war, bis man ihn auf den Nationalfriedhof Arlington umbettete. Archibald Kennedy, 11. Earl of Cassilis war Watts’ Schwager und Archibald Kennedy, 1. Marquess of Ailsa sein Neffe.